# ケパ・ブランコ
ケパ・ブランコ・ゴンサレス（Kepa Blanco González, 1984年1月31日 - ）は、スペインアンダルシア州マルベーリャ出身の元サッカー選手。現役時代のポジションはFW。単にケパ（Kepa）とも表記される。

## 経歴
セビージャFCのカンテラ出身。2004-05シーズンのUEFAカップでトップチームデビューし、同じシーズンにリーガ・エスパニョーラでもデビューした。2006-07にはリーグ戦でハットトリックを決めたが、ファンデ・ラモス監督の構想から外れて出場機会が減ったため、2007年1月にプレミアリーグのウェストハム・ユナイテッドFCにシーズン終了までレンタル移籍した。ウェストハムでのデビュー戦ではファーストタッチでゴールを記録した。レンタル終了後には、引き続きプレミアリーグでの舞台でのプレーを望んだが、2007年7月6日、ヘタフェCFと4年契約を交わしたことが発表された。しかし、ヘタフェでは、3シーズンで24試合2得点の成績の終わった。
2010年8月5日、セグンダ・ディビシオンに所属するレクレアティーボ・ウェルバへ2年契約で移籍した。1シーズン目はリーグ戦19試合に出場したが、2シーズン目からはチームの構想から外れ、公式戦出場は0試合だった。2012年4月18日、両者合意の上で契約を解除したことが発表され、ケパはフリーの身となった。
2012年7月22日、CDグアダラハラと1年契約を交わした。ケパ自身はリーグ戦18試合で4得点を挙げたが、チームはセグンダ・ディビシオンBへと降格したため、シーズン終了後の2013年6月11日、CDグアダラハラを退団した。退団から2ヶ月後、現役引退を公表した。また、現役引退後の2015年から1シーズンのみ監督としてUDサン・ペドロの指揮を執った。

## タイトル

### クラブ
セビージャFC
- UEFAカップ : 1回 (2005-06)
- UEFAスーパーカップ : 1回 (2006)

U-23スペイン代表
- 地中海競技大会 : 1回 (2005)